# Зінченко Іван Трохимович
Зінченко Іван Трохимович — (нар. 1921, УСРР, Біла Церква — пом.7 липня, 1943, РРФСР, хутір Сирцово, Яковлевський район, Білгородська область) — гвардії старший сержант, командир взводу 447-ї мотострілецького батальйону 1-й механізованої бригади, герой Радянського Союзу.

## Біографія
Народився у Білій Церкві у 1921 році в родині робітника. Закінчив 7 класів, працював на заводі Сільмаш імені 1 Травня. В РСЧА з 1939 року. У боях Великої Вітчизняної війни з липня 1941 року. Командир кулеметного взводу, 2-ї стрілецької роти 447-го мотострілецького батальйону. 1-ї гвардійської механізованої бригади (3-й механізований корпус, 1-я танкова армія. Воронезький фронт).

## Подвиг
Під час боїв на Курській дузі 7 липня 1943 року під селом Сирцево (Сирцово) на ділянку, яку обороняв кулеметний взвод І. Зінченка, пішли в атаку танки і з півтори роти піхоти. Коли танки підійшли до окопів, Зінченко одною гранатою підбив середній танк, але за ним з'явився інший, котрий прямував на кулеметні точки взводу. Рятуючи своїх товаришів, Зінченко, обв'язавшись протитанковими гранатами і взявши ще по одній в кожну руку, кинувся під «Тигр».
Звання Герой Радянського Союзу присвоєно указом від 10 січня 1944 року.

## Пам'ять
У Білій Церкві на честь Зінченка названо вулицю та гімназію № 2, а на будинку, в якому працював він працював на Заводі Завод «Сільмаш» імені 1-го Травня, встановлено пам'ятну дошку.